# Channa cyanospilos
Channa cyanospilos és una espècie de peix de la família dels cànnids i de l'ordre dels perciformes.

## Descripció
- Fa 17,6 cm de llargària màxima i té taques blaves clares a la meitat inferior del cos des de l'opercle fins al peduncle caudal (presents, fins i tot, en els exemplars preservats).
- Absència d'escates a la regió gular del cap. 51-55 escates a la línia lateral. 8 escates predorsals darrere dels escuts cefàlics (8 també en Channa melasoma, 7 en Channa striata).
- Presència de dents canines petites a la mandíbula inferior.
- 38-43 radis a l'aleta dorsal i 24-26 a l'anal.
- C. cyanospilos es diferencia de Channa melasoma per la llargada de la mandíbula inferior (5% de longitud estàndard en C. cyanospilos, 12-13% en Channa melasoma) i per les taques blaves clares a la regió del coll, les quals són similars a les de C. melasoma (tot i que, en aquesta darrera espècie, formen un patró marbrat; Channa striata no té taques blaves al coll, sinó ratlles i taques marrons).[8][9][10][11][12]

## Reproducció
És, probablement, un constructor de nius, i protegeix ous i larves com fan altres espècies de cànnids.

## Alimentació
És, probablement, un depredador de peixos, igual que altres cànnids.

## Hàbitat i distribució geogràfica
És un peix d'aigua dolça (pH entre 6 i 7,5), bentopelàgic i de clima tropical (entre 3°N i 6°S), que viu a Àsia: l'illa de Sumatra (Indonèsia) i, probablement també, a la Malàisia continental i a l'illa de Borneo (conca del riu Kapuas).

## Observacions
És inofensiu per als humans.